# Linie (województwo zachodniopomorskie)

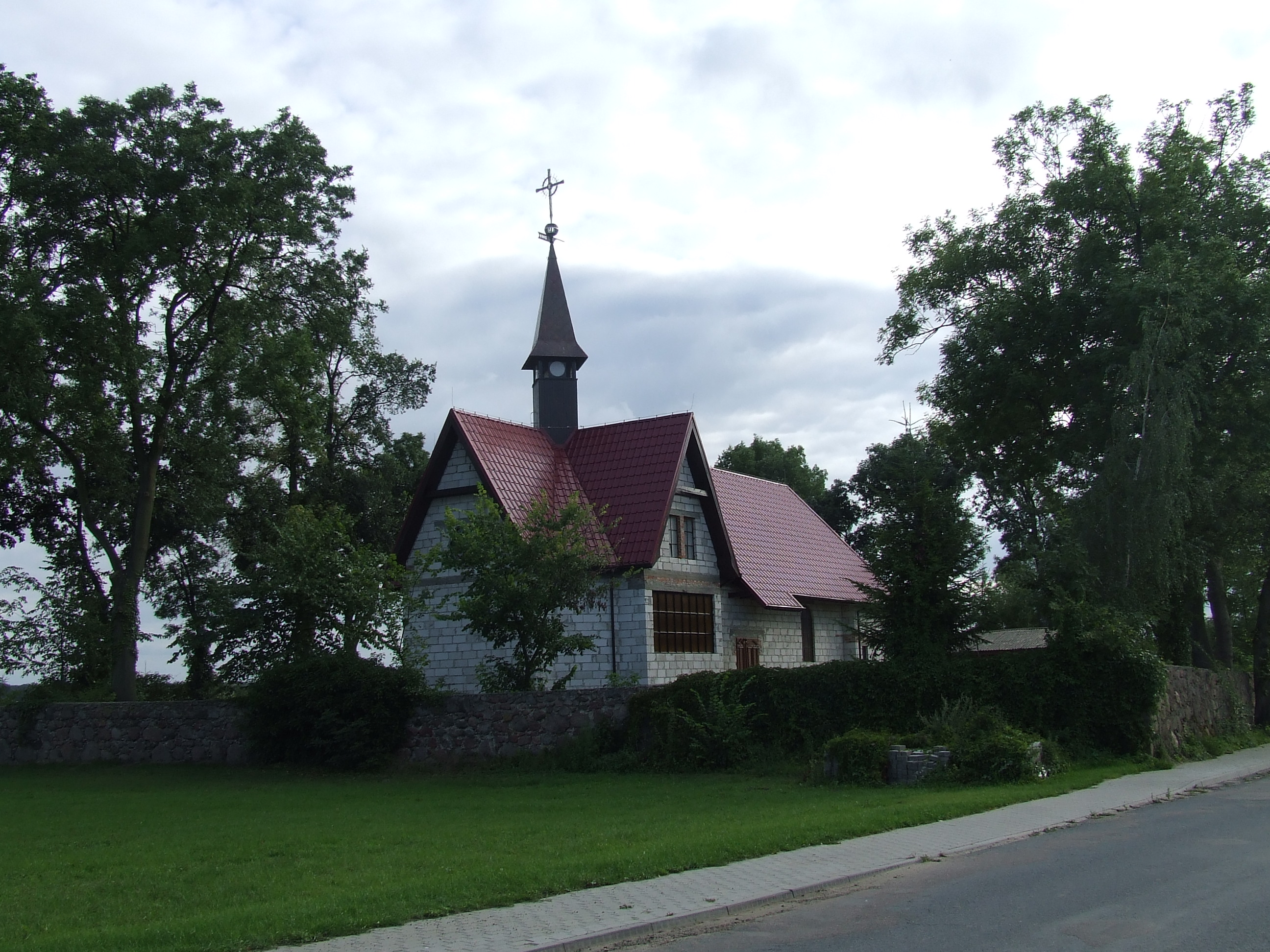

Linie – wieś w Polsce położona w województwie zachodniopomorskim, w powiecie pyrzyckim, w gminie Bielice.
W latach 1954–1959 wieś należała i była siedzibą władz gromady Linie, po jej zniesieniu w gromadzie Bielice. W latach 1975–1998 miejscowość administracyjnie należała do województwa szczecińskiego.

## Zabytki
- Pałac w Liniach, park pałacowy[3].